# Helix pomatia

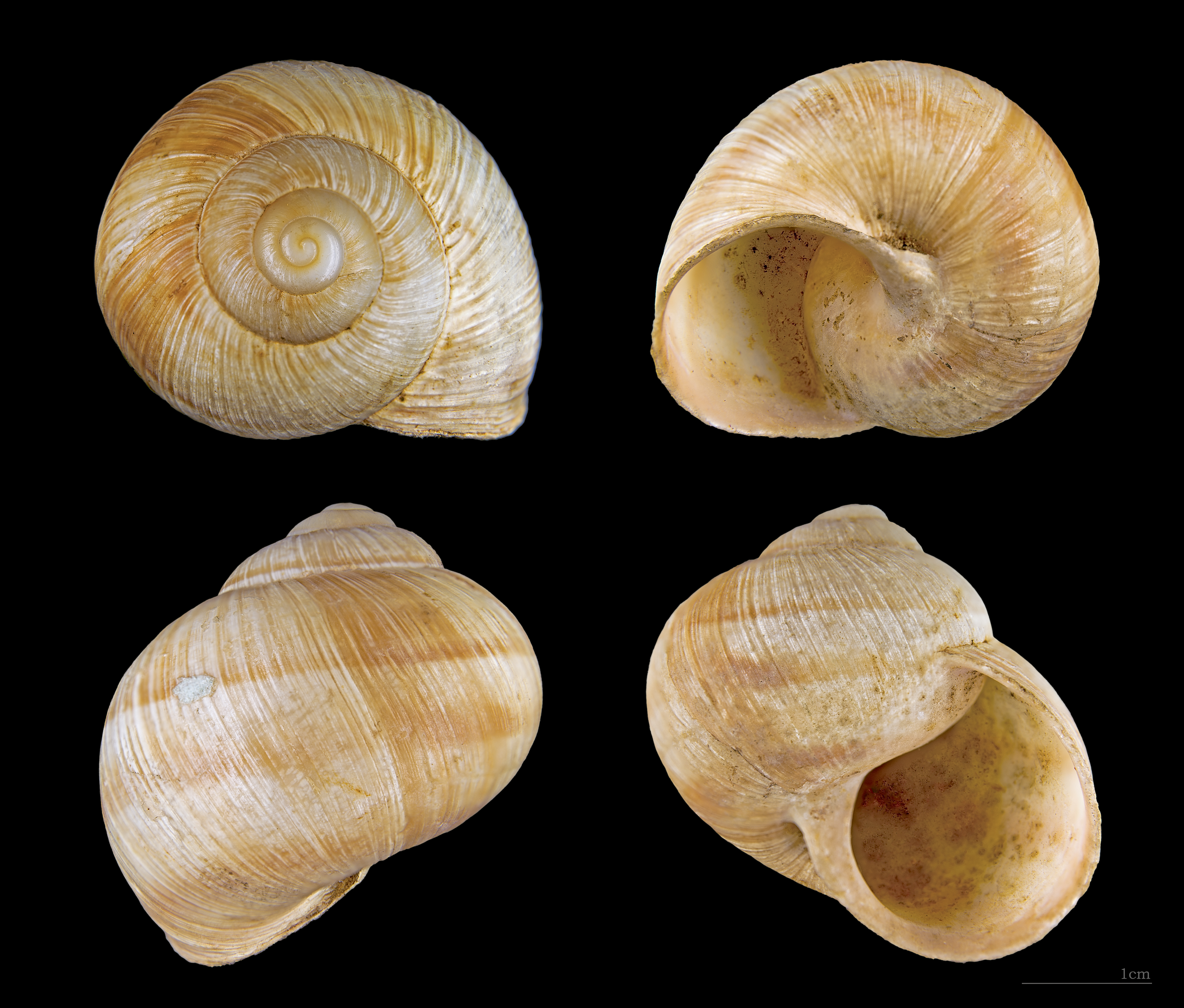
Helix pomatia

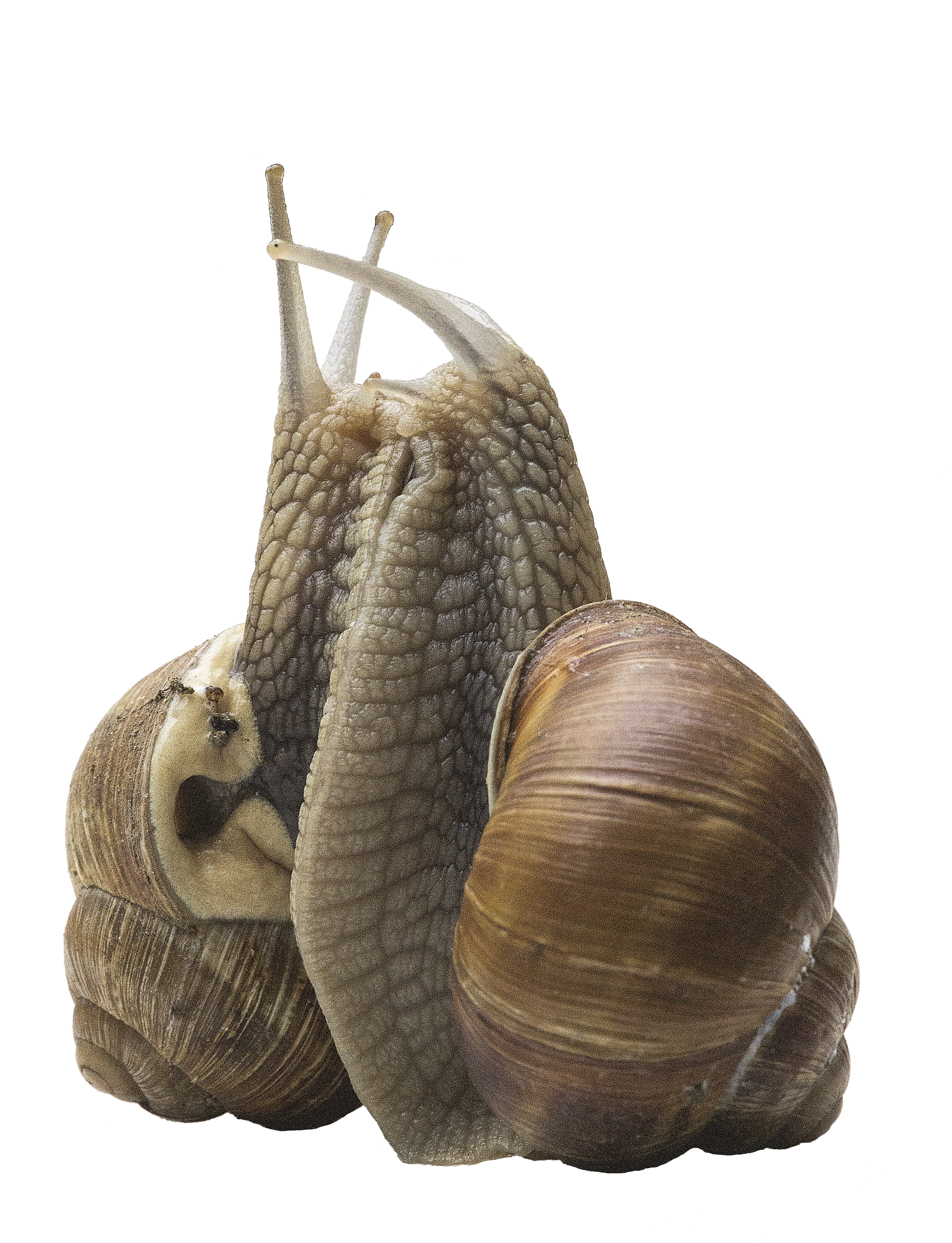
Helix pomatia - MHNT

Helix pomatia, conhecido pelo nome comum de escargot, é uma espécie de caracol terrestre comestível de grandes dimensões, pertencente à família Helicidae. A espécie é nativa da Europa, sendo objecto de captura e de cultura em instalações de helicicultura,sendo comercializada para fins gastronómicos sob o nome francês de escargot.

## Referêncais
- (em russo) Roumyantseva E. G. & Dedkov V. P. (2006). "Reproductive properties of the Roman snail Helix pomatia L. in the Kaliningrad Region, Russia". Ruthenica 15: 131–138. abstract